# Chepstow Castle
Chepstow Castle är ett slott i Storbritannien.   Det ligger i kommunen Monmouthshire och riksdelen Wales, i den södra delen av landet, 180 km väster om huvudstaden London. Chepstow Castle ligger 16 meter över havet.
Terrängen runt Chepstow Castle är platt åt sydost, men åt nordväst är den kuperad. Havet är nära Chepstow Castle österut. Runt Chepstow Castle är det tätbefolkat, med 476 invånare per kvadratkilometer. Närmaste större samhälle är Chepstow, 0,35 km söder om Chepstow Castle. 